# Temple of the Dog (альбом)
Temple of the Dog (с англ. — «Пёсий храм») — единственный альбом американской гранжевой супергруппы Temple of the Dog, выпущенный 16 апреля 1991 года на лейбле A&M Records. Альбом является данью уважения Эндрю Вуду, бывшему вокалисту Malfunkshun и Mother Love Bone, который скончался 19 марта 1990 года от передозировки героина. Альбом был тепло встречен критиками и получил «платиновый» сертификат на родине группы. В поддержку альбома были выпущены три сингла, с песнями: «Hunger Strike», «Say Hello 2 Heaven» и «Pushin Forward Back».

## Предыстория
В начале 1990-х, фронтмен группы Soundgarden Крис Корнелл, который был соседом по комнате Эндрю Вуда, предложил бывшим членам Mother Love Bone Стоуну Госсарду и Джеффу Аменту поработать вместе над материалом, который он сочинил будучи на гастролях с Soundgarden в Европе. Во время работы возникла идея создать отдельную группу, в которую помимо Корнелла (вокал), Госсарда (ритм-гитара) и Амента (бас-гитара), вошли: барабанщик Soundgarden Мэтт Кэмерон, а также два новичка гранжевой сцены — Майк Маккриди (соло-гитара) и Эдди Веддер (бэк-вокал). Маккриди и Веддер были приглашены не случайно, так как на тот момент были членами основного музыкального проекта Амента и Госсарда, Pearl Jam. Название группы, Temple of the Dog, было позаимствовано из песни Mother Love Bone «Man of Golden Words», в которой есть строчка «I want to show you something, like joy inside my heart, seems I been living in the temple of the dog».

## Запись
Студийные сессии проходили с ноября 1990 года по декабрь 1990 года на студии London Bridge Studios в Сиэтле. Альбом был записан за 15 дней. Группа работала с продюсером Риком Парашаром, который также был звукоинженером записи, микшировал её и сыграл в нескольких треках на фортепиано. Две песни альбома, «Reach Down» и «Say Hello 2 Heaven», были посвящены смерти Энди Вуда, в то время как другие были сочинены Корнеллом на гастролях Soundgarden ещё до смерти Вуда или были переработаны из имеющихся демоверсий, написанных Госсаром и Аметом.
Впоследствии Амент описал этот проект как «очень нужную для нас [с Госсардом] вещь, на тот момент», так как благодаря ему «мы могли [продолжить] исполнять и сочинять музыку». В свою очередь, Госсард назвал процесс записи альбома «безмятежным», так как со стороны лейбла не было каких-то завышенных ожиданий или давления на группу. Также Госсард отметил, что это «был самый простой и красивый альбом, над которым мы когда-либо работали».
Запись альбома стала первым студийным опытом для Веддера и Маккриди. По словам Криса Корнелла: «Нам почти приходилось кричать на него, чтобы он понял, что нужно вступать с соло на пятой с половиной минуте „Reach Down“, что это был его отрезок, и что он не помешает этим кому-то ещё». Песня «Hunger Strike» стала дуэтом между Корнеллом и Веддером. У Корнелла были проблемы с вокалом во время репетиции, после чего её попробовал спеть Веддер. Впоследствии Корнелл говорил: «Он спел половину этой песни, даже не зная, что я хотел, чтобы его вокал был там, и он спел ее именно так, как я представлял себе это, просто инстинктивно».

## Музыка и тематика текстов
Записанный материал был медленным и мелодичным; это сильно отличалось от агрессивной музыки, которую Корнелл исполнял с Soundgarden. Композиции альбома схожи с творчеством Mother Love Bone. Стив Хьюи из AllMusic рассказал об этом: «Альбом звучит как мост между театральностью Mother Love Bone, в духе глэмовых исполнителей 1970-х, и хард-роковой серьезностью Pearl Jam… Учитывая, что предыдущий альбом Soundgarden, „Louder Than Love“, был раздутым металлическим миазмом, доступный, теплый, относительно чистый звук Temple of the Dog несколько шокирует, также его смягчают другой подход Корнелла с точки зрения написания песен».
Все тексты песен альбома были написаны Крисом Корнеллом. «Say Hello 2 Heaven» и «Reach Down» были написаны Корнеллом в память об Эндрю Вуде. Другие песни пластинки затрагивают различные темы. Так, Корнелл заявил, что текст композиции «Hunger Strike» является «в каком-то роде политическим, социалистическим заявлением».

## Релиз и отзывы критиков
| Оценки критиков      | Оценки критиков |
| Источник             | Оценка          |
| -------------------- | --------------- |
| AllMusic             | [ 9 ]           |
| Entertainment Weekly | B+              |
| Los Angeles Times    | [ 12 ]          |
| Mojo                 | [ 13 ]          |
| Q                    | [ 14 ]          |
| Rolling Stone        | [ 15 ]          |

Temple of the Dog был выпущен 16 апреля 1991 года на лейбле A&M Records и первоначально был продан в количестве 70 000 копий в США. Несмотря на то, что лонгплей получил положительные отзывы от критиков, он полностью провалился в музыкальных чартах. Однако, летом 1992 года, на волне гранжевого ажиотажа, альбом вновь попал в центр внимания публики. Несмотря на то, что диск был выпущен более года назад, руководство A&M быстро осознало, что у них есть, по сути, готовая совместная работа музыкантов Soundgarden и Pearl Jam, групп, которые стали чрезвычайно популярными спустя несколько месяцев после выпуска их дисков Badmotorfinger и Ten. A&M решили переиздать альбом и выпустить песню «Hunger Strike» в качестве сингла, а также снять в его поддержку музыкальное видео. Благодаря успешному дебюту сингла, Temple of the Dog вновь вернулся в чарт Billboard 200, что привело к росту продаж альбома. В итоге Temple of the Dog стал одним из «100 самых продаваемых альбомов 1992 года». В США было продано более 1.000.000 копий пластинки, что было отмечено «платиновым» сертификатом от Американской ассоциации звукозаписывающих компаний.
Стив Хьюи из Allmusic присудил альбому четыре с половиной звезды из пяти, отметив, что «сила альбома в скорбных, элегических балладах, однако благодаря спонтанной творческой энергии группы и тёплому звучанию, он пронизан определенной, жизнеутверждающей аурой» . Редактор журнала Rolling Stone Дэвид Фрике поставил Temple of the Dog четыре звезды из пяти, подчеркнув: «Только уже благодаря „Hunger Strike“ и „Reach Down“ альбом заслуживает бессмертия; эти песни являются доказательством того, что тоска, которая характеризовала сиэтлский рок 1990-х, не была напыщенным, поддельным чувством, по крайней мере в начале. Вы просто не сможете не полюбить иронию альбома, записанного в атмосфере всеобщей великой печали и положившего начало последнему великому поп-мятежу [гранжу] XX-века». В свою очередь, Дэвид Браун из Entertainment Weekly оценил пластинку рейтингом B+. По словам журналиста, «возможно, из-за того, что музыканты избегают исполнения вымученных гимнов, нередко характерных для их основных коллективов, песни звучат расслабленно и воздушно, при этом не теряя драйва лучших образцов арена-рока». Браун подытожил: «Тексты песен вокалиста Криса Корнелла остаются такими же раздражающе двусмысленными, как и у Soundgarden, но не волнуйтесь. Просто откиньтесь на спинку кресла и наслаждайтесь звучанием гитар Майка Маккриди и бывшего члена Mother Love Bone Стоуна Госсарда, в сочетании с неподражаемым битом барабанщика Soundgarden Мэтта Кэмерона — неукротимая сторона столь раздутого Саунда Сиэтла, во всей его вопиющей славе».
В поддержку альбома были выпущены синглы «Hunger Strike», «Say Hello 2 Heaven» и «Pushin Forward Back». Первый сингл «Hunger Strike» стал самой успешной песней пластинки в рок-чартах, заняв 4-е место в чарте Mainstream Rock и 7-е в хит-параде Modern Rock. Композиции «Say Hello 2 Heaven» и «Pushin Forward Back» также фигурировала в чарте Mainstream Rock, заняв в нём 5-е и 6-е места соответственно.
В сентябре 2016 года было выпущено переиздание альбома, в которое вошли дополнительные материалы и демоверсии, а оригинальные песни прошли процедуру ремастеринга. Альбом был переиздан на двух компакт-дисках и виниле.

### Достижения
Информация предоставлена сайтом Acclaimed Music.
| Издание       | Страна         | Рейтинг                                                      | Год  | Место |
| ------------- | -------------- | ------------------------------------------------------------ | ---- | ----- |
| Kerrang!      | Великобритания | 100 альбомов, которые стоит прослушать, прежде чем вы умрёте | 1998 | 58    |
| Rolling Stone | Германия       | 500 величайших альбомов всех времён                          | 2004 | 474   |
| Visions       | Германия       | Самые важные альбомы 1990-х                                  | 1999 | 10    |

## Список композиций
Все тексты написаны Крисом Корнеллом, вся музыка написана Корнеллом, за исключением отмеченных.
| №                   | Название              | Музыка                     | Длительность |
| ------------------- | --------------------- | -------------------------- | ------------ |
| 1.                  | «Say Hello 2 Heaven»  |                            | 6:22         |
| 2.                  | «Reach Down»          |                            | 11:11        |
| 3.                  | «Hunger Strike»       |                            | 4:03         |
| 4.                  | «Pushin Forward Back» | Джефф Амент, Стоун Госсард | 3:44         |
| 5.                  | «Call Me a Dog»       |                            | 5:02         |
| 6.                  | «Times of Trouble»    | Госсард                    | 5:41         |
| 7.                  | «Wooden Jesus»        |                            | 4:09         |
| 8.                  | «Your Saviour»        |                            | 4:02         |
| 9.                  | «Four Walled World»   | Госсард                    | 6:53         |
| 10.                 | «All Night Thing»     |                            | 3:52         |
| Общая длительность: | Общая длительность:   | Общая длительность:        | 54:59        |

| №   | Название                                    | Длительность |
| --- | ------------------------------------------- | ------------ |
| 11. | «Say Hello 2 Heaven» (Mixed by Adam Kasper) | 6:24         |
| 12. | «Wooden Jesus» (Mixed by Adam Kasper)       | 4:49         |
| 13. | «All Night Thing» (Mixed by Adam Kasper)    | 3:52         |

| №   | Название                                 | Длительность |
| --- | ---------------------------------------- | ------------ |
| 1.  | «Say Hello 2 Heaven» (Demo)              | 7:05         |
| 2.  | «Reach Down» (Demo)                      | 9:16         |
| 3.  | «Call Me a Dog» (Demo)                   | 5:51         |
| 4.  | «Times of Trouble» (Demo)                | 5:39         |
| 5.  | «Angel On Fire» (Demo)                   | 6:58         |
| 6.  | «Black Cat» (Demo)                       | 5:12         |
| 7.  | «Times of Trouble (Instrumental)» (Demo) | 4:13         |
| 8.  | «Say Hello 2 Heaven» (Outtake)           | 6:23         |
| 9.  | «Reach Down» (Outtake)                   | 9:50         |
| 10. | «Pushin' Forward Back» (Outtake)         | 3:30         |
| 11. | «Wooden Jesus» (Outtake)                 | 4:46         |
| 12. | «All Night Thing» (Outtake)              | 3:43         |

| №   | Название                                        | Длительность |
| --- | ----------------------------------------------- | ------------ |
| 1.  | «Hunger Strike» (Off Ramp Cafe 11/13/90)        |              |
| 2.  | «Wooden Jesus» (Off Ramp Cafe 11/13/90)         |              |
| 3.  | «Say Hello 2 Heaven» (Off Ramp Cafe 11/13/90)   |              |
| 4.  | «Reach Down» (Off Ramp Cafe 11/13/90)           |              |
| 5.  | «Call Me A Dog» (Off Ramp Cafe 11/13/90)        |              |
| 6.  | «Times Of Trouble» (Off Ramp Cafe 11/13/90)     |              |
| 7.  | «Say Hello 2 Heaven» (12/90)                    |              |
| 8.  | «Hunger Strike» (Lollapalooza, Phoenix 9/08/92) |              |
| 9.  | «Hunger Strike» (Music Video)                   |              |
| 10. | «Say Hello 2 Heaven» (Alpine Valley 9/03/11)    |              |
| 11. | «Wooden Jesus» (Alpine Valley 9/04/11)          |              |
| 12. | «Call Me A Dog» (Alpine Valley 9/04/11)         |              |
| 13. | «All Night Thing» (Alpine Valley 9/04/11)       |              |
| 14. | «Reach Down» (Alpine Valley 9/04/11)            |              |
| 15. | «Call Me A Dog» (Benaroya Hall 1/15/15)         |              |
| 16. | «Reach Down» (Benaroya Hall 1/15/15)            |              |

| №   | Название                                       | Длительность |
| --- | ---------------------------------------------- | ------------ |
| 1.  | «Say Hello 2 Heaven» (Blu-Ray Audio 5:1 Mix)   |              |
| 2.  | «Reach Down» (Blu-Ray Audio 5:1 Mix)           |              |
| 3.  | «Hunger Strike» (Blu-Ray Audio 5:1 Mix)        |              |
| 4.  | «Pushin' Forward Back» (Blu-Ray Audio 5:1 Mix) |              |
| 5.  | «Call Me A Dog» (Blu-Ray Audio 5:1 Mix)        |              |
| 6.  | «Times Of Trouble» (Blu-Ray Audio 5:1 Mix)     |              |
| 7.  | «Wooden Jesus» (Blu-Ray Audio 5:1 Mix)         |              |
| 8.  | «Your Saviour» (Blu-Ray Audio 5:1 Mix)         |              |
| 9.  | «Four Walled World» (Blu-Ray Audio 5:1 Mix)    |              |
| 10. | «All Night Thing» (Blu-Ray Audio 5:1 Mix)      |              |
| 11. | «Say Hello 2 Heaven» (Blu-Ray Audio 5:1 Mix)   |              |
| 12. | «Say Hello 2 Heaven» (Blu-Ray Audio 5:1 Mix)   |              |
| 13. | «Hunger Strike» (Blu-Ray Audio 5:1 Mix)        |              |
| 14. | «Call Me A Dog» (Blu-Ray Audio 5:1 Mix)        |              |
| 15. | «All Night Thing» (Blu-Ray Audio 5:1 Mix)      |              |
| 16. | «Reach Down» (Blu-Ray Audio 5:1 Mix)           |              |
| 17. | «Call Me A Dog» (Blu-Ray Audio 5:1 Mix)        |              |
| 18. | «Reach Down» (Blu-Ray Audio 5:1 Mix)           |              |

## Участники записи
| Temple of the Dog - Джефф Амент — бас-гитара, арт-директор и дизайнер, фотографии - Мэтт Кэмерон — ударные, перкуссия - Крис Корнелл — ведущий вокал, гармоника (трек 6), банджо (трек 7) - Стоун Госсард — ритм-гитара, слайд-гитара, акустическая гитара - Майк Маккриди — соло-гитара Приглашённые музыканты - Эдди Веддер — бэк-вокал (треки 4, 8 и 9) дополнительный ведущий вокал(трек 3) | Технический персонал - Рич Фрэнкель, Walberg Design — арт-директор, дизайн - Дон Гилмор — ассистент звукоинженера - Лэнс Мерсер, Джош Тэфт — фотографии - Рик Парашар — музыкальный продюсер, фортепиано (треки 5, 6 и 10), орга́н (треки 1 и 10), мастеринг - Кен Перри — мастеринг - Temple of the Dog — продюсирование |

## Позиции в чартах
| Чарт (1992) | Высшая позиция |
| ----------- | -------------- |
| Канада      | 11             |
| США         | 5              |
| Чарт (2017) | Высшая позиция |
| Австралия   | 56             |

| Год                                           | Сингл                 | Высшая позиция | Высшая позиция | Высшая позиция | Высшая позиция | Высшая позиция |
| Год                                           | Сингл                 | US Main        | US Mod         | CAN            | NZ             | UK             |
| --------------------------------------------- | --------------------- | -------------- | -------------- | -------------- | -------------- | -------------- |
| 1991                                          | «Hunger Strike»       | 4              | 7              | 50             | 47             | 51             |
| 1991                                          | «Say Hello 2 Heaven»  | 5              | —              | —              | —              | —              |
| 1991                                          | «Pushin Forward Back» | 6              | —              | —              | —              | —              |
| «—» означает, что сингл не попал в этот чарт. |                       |                |                |                |                |                |